# 햄프턴코트궁

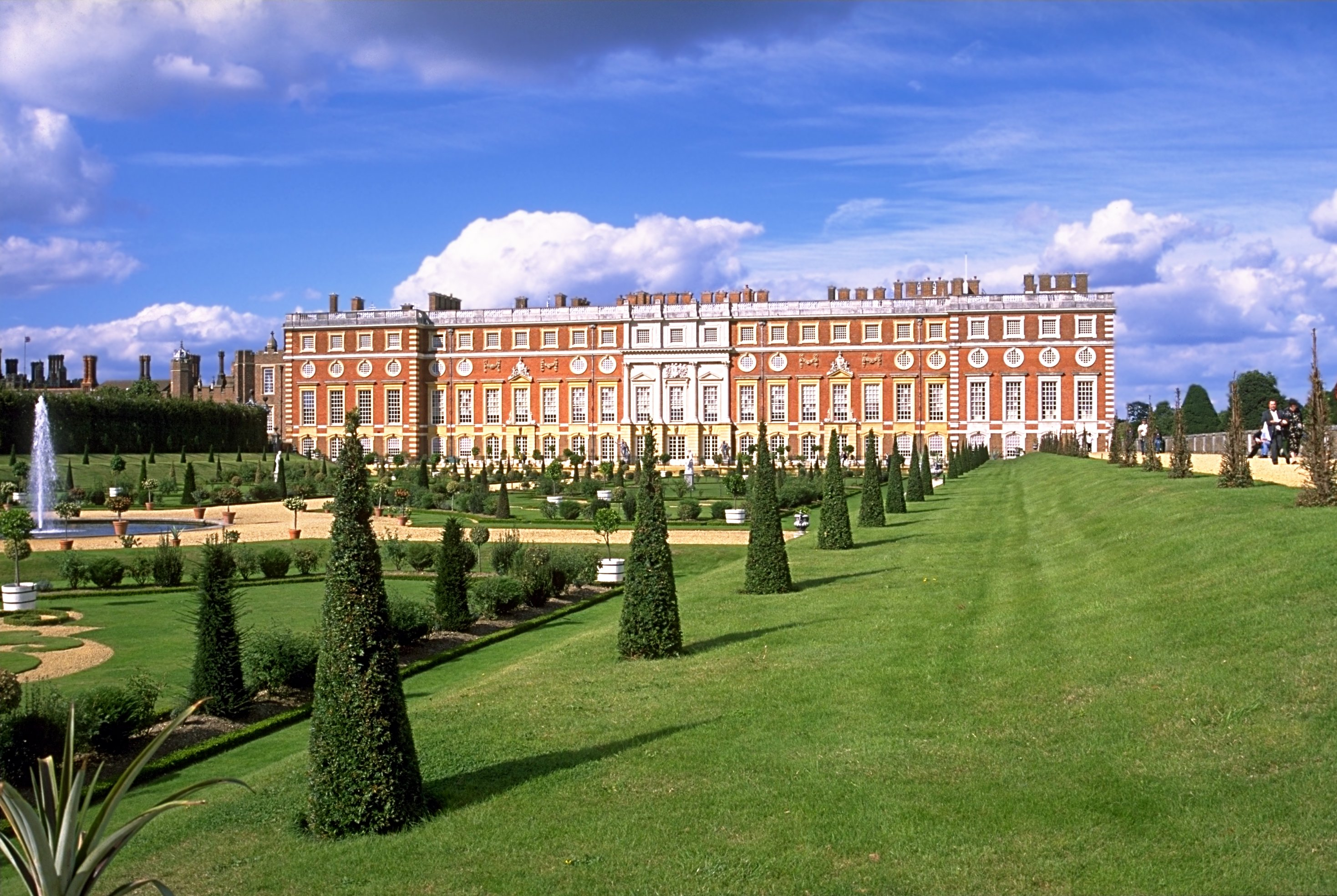
궁전의 정면 모습

햄튼 코트 궁전(Hampton Court Palace)은 템스강의 리치먼드(정확히는 런던 버러 가)에 있는 잉글랜드의 옛 궁전이다. 런던 서쪽의 번화가인 채링 크로스(Charing Cross)에서는 약 11.7 마일 떨어져 있다. 주요한 관광지로 민간인들에게 공개되어 있다. 궁전 내의 중앙 공원은 해마다 햄튼 코트 궁전 축제와 꽃 박람회가 열리기도 한다.

## 역사
요크의 주교이자 중요 직책을 맡았던 토마스 울시가 1514년 궁전의 임대권을 맡게 되면서 14세기의 대표적인 건물이었던 햄프턴 궁전을 7년(1515년-1521년)에 걸쳐 현재의 모습으로 열었다. 울시는 모든 역량을 집중해 궁전을 완성했지만 훗날 헨리 왕에게 바치라는 명으로 일체의 권리를 박탈당하였다.튜더 왕가 대에 걸쳐 헨리 8세가 대대적으로 공사를 하였으며 이때 르네상스 형태의 형식을 상당부분 추가하였다. 웅장한 건물의 모습이나 예배당 등은 그가 손을 댄 흔적이 나타난다. 그러나 애초에 울시가 보수한 건물의 모습은 이미 그가 이탈리아식의 이상적인 건축 양식을 만들고자 여러모로 신경 썼음을 암시한다. 건축 계획이나 각 요소를 살펴보면 궁전의 기초 양식이 르네상스 시의 기하하적 양식에 기반하고 있음을 강렬하게 제시한다. 현재 햄튼 궁전은 헨리 8세 대에 지어졌으며 종교개혁 기에 지어진 유일한 궁전이다. 1525년 경부터 헨리 8세가 건물 보수와 증축에 나섰으며 그가 대강당을 추가하여 잉글랜드 군주를 위해 중세 대에 지은 마지막 대홀(hall)로 남게 된다. 이외에도 왕궁 테니스장도 지어졌으며 현재까지도 테니스 경기가 치러지고 있다.(지금 방식의 테니스 규칙을 따르지 않는 경기에 국한함) 햄튼 궁전의 테니스장은 전 세계를 통틀어 지금까지 사용되고 있는 가장 오래된 경기장이다.
1604년 햄튼 궁전은 잉글랜드의 제임스 1세가 청교도인들과 회의를 가졌던 곳이 되었으며 이 회의가 햄튼 궁전 회의(the Hampton Court Conference)로 알려져 있다. 청교도인의 주장이 관철되지는 않았지는 회담을 계기로 제임스 1세가 자신의 성경을 만들게 되기에 이른다. 윌리엄과 메리 대에는 절반 가까이의 건물이 대대적인 보수 절차를 거쳤다. 건물 외곽의 장식이나 내부 또한 수리되었고 분수대가 추가되었다. 궁전 숙소와 왕족들의 침실을 비롯해 왕과 왕비의 침소 또한 새단장하였다. 수많은 화가들이 궁전을 장식하기 위해 고용되었는데 기번스, 안토니오 베리오, 진 티주 등이 참가했으며 가구의 경우 다니엘 마르콧이 제작한 것으로 알려져 있다. 왕의 침소는 프리비 정원(Privy Garden)을 정남으로 마주보며 여왕의 숙소는 분수정원과 동쪽으로 마주하고 있었다. 여왕이 승하하자 윌리엄은 모든 흥미를 잃어버렸고 궁전에 대한 투자를 보류하게 되었다. 왕가 후반에 와서 궁전의 증축이 무시되었지만 조지 1세 대에 와서야 6개의 방이 완성되었다. 1760년 조지 3세 대부터 런던 교외의 다른 궁전이 선호되면서 햄프턴 궁전은 서서히 매력을 잃게 되었다. 1796년 복구 사업이 진행되었고 빅토리아 여왕이 복원 사업을 완성하면서 일반에게 공개하기 시작하였다. 1986년 왕의 숙소로 쓰이던 곳이 큰 화재를 당하면서 새롭게 복구 사업이 시작되고 1995년이 돼서야 완성되었다.

## 수집품
궁전에는 수많은 미술 작품과 왕가의 수집품이 산재해 있다. 대개는 궁전이 건축되던 시기로 거슬러 올라감으로 초기 튜더 왕조에서 길게는 초기 조지 왕가의 유물이 전해지고 있다. 단일 작품으로서 가장 중요한 유물은 화가 만테나가 그린 시저의 승리(Mantegna's Triumphs of Caesar)이다. 청백 자기를 비롯한 수많은 자기도 소장되어 있으며 상당 부분 메리 2세 대의 것이며 중국식 자기도 많이 있다. 원본 그대로 보존되고 있는 가구는 17세기~18세기의 것으로 전시되고 있으며 탁자의 경우 진 펠레티어, 거울의 경우 게리트 젠센, 의자는 토마스 로버츠, 시계와 측량계는 토마스 톰피온이 만든 것으로 전해지고 있다. 뿐만 아니라 당대의 침대도 그대로 전시 중이다.

## 유령
제인 시모어 왕비가 에드워드 왕자(훗날의 에드워드 6세)를 1537년 햄프턴 궁전에서 출산하였다. 12일 후 그녀는 죽었고 그녀의 유령이 오늘날에도 궁전을 돌아다닌다는 얘기가 심심치 않게 나돌고 있다. 캐서린 왕비는 1542년 헨리 8세의 바람기로 죽고 말았는데 그녀의 유령은 긴 갤러리 복도를 떠돌며 왕이 그녀를 구해주기를 간청하고 있다고 전해지기도 한다. 가끔씩 비명지르는 소리가 들리거나 하기 때문인데 이외에도 헨리 8세의 유령과 엘리자베스 1세의 모후였던 앤 불린의 유령이 출몰한다는 보고서가 있을 정도다.2003년 10월 폐쇄회로 보안 카메라에 불확실한 물체가 잡혔는데 긴 코트를 입은 미스테리한 물체였다고 한다. 한 보고서에 따르면 유령의 형상을 한 그 옷이 갑자기 화면에 나타났고 순식간에 문이 움직였다고 한다. 한 여성 관광객은 방명록에 그 당시 그녀가 유령을 본 적이 있다고 써놓기도 하였다. 햄프턴 궁전의 대변인인 비키 우드 씨에 따르면 "어느 누구 이에 대해 아는 사람이 없으며 사진첩이 크리스마스 시즌에 나돌아다니기도 하는데 이는 크리스마스 때 장난삼아 하는 사진일 뿐이다."고 한다. 이 현상에 대해서는 심리학자나 연구자들이 대거 몰리기도 했지만 어떤 결론도 나있지 않다.